# Campeonato Sul-Mato-Grossense de Futebol de 2017
O Campeonato Sul-Mato-Grossense de 2017 foi a trigésima nona edição desta competição futebolística organizada pela Federação de Futebol de Mato Grosso do Sul.
O título desta edição ficou com o Corumbaense, que conquistou o campeonato após vencer o Novoperário na decisão pelo placar agregado de 3–2. Com esses resultados, o Corumbaense conquistou seu segundo título na história da competição, feito que não ocorria há 33 anos.
Por outro lado, Chapadão e Ivinhema ocuparam as últimas posições de seus respectivos grupos e foram rebaixados para a Série B de 2017.

## Formato e participantes
O regulamento do Campeonato Sul-Mato-Grossense de 2017 permaneceu semelhante ao do ano anterior: numa primeira fase, as doze agremiações foram divididas em dois grupos, pelos quais disputaram jogos de turno e returno contra os adversários do próprio chaveamento. Os quatro melhores de cada grupo classificaram-se para as quartas de final, disputadas em partidas eliminatórias e os vencedores dos confrontos avançaram até a final. Os doze participantes dessa edição foram:
- Águia Negra
- Chapadão
- Comercial
- Corumbaense
- Costa Rica
- Ivinhema
- CE Naviraiense
- Novoperário
- Operário
- Sete de Dourados
- União ABC
- URSO

## Resultados
Os resultados das partidas da competição estão apresentados nos chaveamentos abaixo. A primeira fase foi disputada por pontos corridos, com os seguintes critérios de desempates sendo adotados em caso de igualdades: número de vitórias, saldo de gols, número de gols marcados, confronto direto entre duas equipes e, caso necessário, a realização duma partida de desempate. Por outro lado, as fases eliminatórias consistiram de partidas de ida e volta, as equipes mandantes da primeira partida estão destacadas em itálico e as vencedoras do confronto, em negrito. Conforme preestabelecido no regulamento, o resultado agregado das duas partidas definiram quem avançou à final, que foi disputada por Corumbaense e Novoperário e vencida pela primeira equipe, que se tornou campeã da edição.

### Fases finais
|  | Quartas de final | Quartas de final | Quartas de final | Quartas de final |   |             | Semifinais       | Semifinais       | Semifinais       | Semifinais       |  |             | Final                   | Final                   | Final                   | Final                   |  |  |
|  | 1 a 9 de abril   | 1 a 9 de abril   | 1 a 9 de abril   | 1 a 9 de abril   |   |             | 15 a 23 de abril | 15 a 23 de abril | 15 a 23 de abril | 15 a 23 de abril |  |             | 30 de abril e 7 de maio | 30 de abril e 7 de maio | 30 de abril e 7 de maio | 30 de abril e 7 de maio |  |  |
|  |                  |                  |                  |                  |   |             |                  |                  |                  |                  |  |             |                         |                         |                         |                         |  |  |
|  | Novoperário      | 2                | 0                | 2                |   |             |                  |                  |                  |                  |  |             |                         |                         |                         |                         |  |  |
|  | ' Águia Negra    | 0                | 1                | 1                |   |             |                  |                  |                  |                  |  |             |                         |                         |                         |                         |  |  |
|  | ' Águia Negra    | 0                | 1                | 1                |   | Novoperário | 1                | 0                | 1                |                  |  |             |                         |                         |                         |                         |  |  |
|  |                  |                  |                  |                  |   | Novoperário | 1                | 0                | 1                |                  |  |             |                         |                         |                         |                         |  |  |
|  |                  | Sete de Dourados | 0                | 0                | 0 |             |                  |                  |                  |                  |  |             |                         |                         |                         |                         |  |  |
|  | Sete de Dourados | Sete de Dourados | 0                | 0                | 0 | 1           | 3                | 4                |                  |                  |  |             |                         |                         |                         |                         |  |  |
|  | Sete de Dourados |                  |                  |                  |   | 1           | 3                | 4                |                  |                  |  |             |                         |                         |                         |                         |  |  |
|  | Comercial-MS     | 0                | 2                | 2                |   |             |                  |                  |                  |                  |  |             |                         |                         |                         |                         |  |  |
|  | Comercial-MS     | 0                | 2                | 2                |   |             |                  |                  |                  |                  |  | Novoperário | 1                       | 1                       | 2                       |                         |  |  |
|  |                  |                  |                  |                  |   |             |                  |                  |                  |                  |  | Novoperário | 1                       | 1                       | 2                       |                         |  |  |
|  |                  | Corumbaense      | 1                | 2                | 3 |             |                  |                  |                  |                  |  |             |                         |                         |                         |                         |  |  |
|  | União ABC        | Corumbaense      | 1                | 2                | 3 | 1           | 1                | 2                |                  |                  |  |             |                         |                         |                         |                         |  |  |
|  | União ABC        |                  |                  |                  |   | 1           | 1                | 2                |                  |                  |  |             |                         |                         |                         |                         |  |  |
|  | Corumbaense      | 1                | 2                | 3                |   |             |                  |                  |                  |                  |  |             |                         |                         |                         |                         |  |  |
|  | Corumbaense      | 1                | 2                | 3                |   | Corumbaense | 0                | 3                | 3                |                  |  |             |                         |                         |                         |                         |  |  |
|  |                  |                  |                  |                  |   | Corumbaense | 0                | 3                | 3                |                  |  |             |                         |                         |                         |                         |  |  |
|  |                  | Operário-MS      | 1                | 1                | 2 |             |                  |                  |                  |                  |  |             |                         |                         |                         |                         |  |  |
|  | URSO             | Operário-MS      | 1                | 1                | 2 | 0           | 1                | 1                |                  |                  |  |             |                         |                         |                         |                         |  |  |
|  | URSO             |                  |                  |                  |   | 0           | 1                | 1                |                  |                  |  |             |                         |                         |                         |                         |  |  |
|  | Operário-MS      | 3                | 4                | 7                |   |             |                  |                  |                  |                  |  |             |                         |                         |                         |                         |  |  |

|  | Disputa do 3° lugar |   |   |   |
|  |                     |   |   |   |
|  | Sete de Dourados    | 1 | 3 | 4 |
|  | Operário-MS (mc)    | 2 | 2 | 4 |